# Лже-Александр (Древняя Македония)
Лже-Александр (II век до н. э.) — предводитель восстания против Рима, выдававший себя за младшего сына македонского царя Персея.
После подавления в 148 году до н. э. восстания Андриска борьба против Рима на Балканах не окончилась. Как следует из текста Зонары, в Македонии в 143 году до н. э. объявился некий Александр, называвший себя младшим сыном царя Персея. Против римлян выступили жители восточной Македонии до реки Несты. Помощь восставшим оказали фракийцы. Однако Метелл нанёс им поражение и преследовал до границы с Дарданией. По замечанию Н. Ф. Мурыгиной, выступление Лже-Александра, как и второго Лже-Филиппа, сильно уступали по размаху движению Андриска.